# Campeonato da Europa de Atletismo de 2010 - Salto em distância masculino
A prova do salto em distância masculino do Campeonato da Europa de Atletismo de 2010 foi disputada entre os dias 30 de julho e 1 de agosto de 2010 no Lluís Companys em Barcelona,  na Espanha. 

## Recordes
Antes desta competição, os recordes mundiais e do campeonato nesta prova eram os seguintes:
|                       | Nome           | Nacionalidade   | Distância | Local     | Data                 |
| --------------------- | -------------- | --------------- | --------- | --------- | -------------------- |
| Recorde mundial       | Mike Powell    | Estados Unidos  | 8m 95cm   | Tóquio    | 30 de agosto de 1991 |
| Recorde do campeonato | Robert Emmiyan | União Soviética | 8m 41cm   | Estugarda | 29 de agosto de 1986 |
| Recorde europeu       | Robert Emmiyan | União Soviética | 8m 86cm   | Salcazor  | 22 de maio de 1987   |

Os seguintes recordes foram estabelecidos durante esta competição: 
| Data        | Evento | Atleta         | Nacionalidade | Distância | Notas                 |
| ----------- | ------ | -------------- | ------------- | --------- | --------------------- |
| 1 de agosto | Final  | Christian Reif | Alemanha      | 8m 47cm   | Recorde do campeonato |

## Medalhistas
| Ouro                 | Prata                | Bronze                |
| Christian Reif (GER) | Kafétien Gomis (FRA) | Chris Tomlinson (GBR) |

## Cronograma
Todos os horários são locais (UTC+2).
| Data        | Hora  | Evento       |
| ----------- | ----- | ------------ |
| 30 de julho | 18:35 | Qualificação |
| 1 de agosto | 20:10 | Final        |

## Resultados

### Qualificação
Qualificação: Desempenho de 8.00 m (Q) ou os 12 melhores qualificados (q).
| Posição | Grupo | Atleta                        | Nacionalidade | #1   | #2   | #3   | Resultados | Notas                |
| ------- | ----- | ----------------------------- | ------------- | ---- | ---- | ---- | ---------- | -------------------- |
| 1       | B     | Eusebio Cáceres               | Espanha       | 7.73 | 7.90 | 8.27 | 8.27       | Q                    |
| 2       | A     | Christian Reif                | Alemanha      | x    | 7.79 | 8.27 | 8.27       | Q                    |
| 3       | B     | Chris Tomlinson               | Reino Unido   | 7.98 | 8.20 |      | 8.20       | Q,                   |
| 4       | A     | Louis Tsatoumas               | Grécia        | 8.17 |      |      | 8.17       | Q                    |
| 5       | B     | Andrew Howe                   | Itália        | 8.15 |      |      | 8.15       | Q                    |
| 6       | B     | Michel Tornéus                | Suécia        | 8.12 |      |      | 8.12       | Q,                   |
| 7       | B     | Salim Sdiri                   | França        | 8.09 |      |      | 8.09       | Q                    |
| 8       | A     | Luis Felipe Méliz             | Espanha       | 7.94 | 8.06 |      | 8.06       | Q, =                 |
| 9       | A     | Kafétien Gomis                | França        | x    | 8.04 |      | 8.04       | Q                    |
| 10      | A     | Tommi Evilä                   | Finlândia     | 7.91 | 7.90 | 8.01 | 8.01       | Q                    |
| 11      | B     | Roman Novotný                 | Chéquia       | 7.86 | x    | 8.00 | 8.00       | Q                    |
| 12      | B     | Petteri Lax                   | Finlândia     | 7.48 | 7.98 | x    | 7.98       | q,                   |
| 13      | B     | Povilas Mykolaitis            | Lituânia      | x    | 7.85 | 7.94 | 7.94       | Recorde da temporada |
| 14      | B     | Pavel Shalin                  | Rússia        | 7.81 | 7.66 | 7.94 | 7.94       |                      |
| 15      | A     | Dmitriy Plotnikov             | Rússia        | x    | 7.92 | 7.37 | 7.92       |                      |
| 16      | A     | Emanuele Formichetti          | Itália        | x    | 7.91 | 7.80 | 7.91       |                      |
| 17      | A     | Otto Kilpi                    | Finlândia     | 7.81 | 7.90 | 7.78 | 7.90       |                      |
| 18      | A     | Yochai Halevi                 | Israel        | x    | 7.78 | 7.90 | 7.90       |                      |
| 19      | A     | Gaspar Araújo                 | Portugal      | x    | 7.83 | 7.87 | 7.87       |                      |
| 20      | B     | Jānis Leitis                  | Letônia       | 6.30 | 7.87 | x    | 7.87       | Recorde da temporada |
| 21      | A     | Stefano Tremigliozzi          | Itália        | 7.41 | 7.80 | x    | 7.80       |                      |
| 22      | B     | Oleksandr Soldatkin           | Ucrânia       | x    | 7.66 | 7.32 | 7.66       |                      |
| 23      | A     | Joan Lino Martínez            | Espanha       | 7.62 | 7.63 | x    | 7.63       |                      |
| 24      | B     | Zacharias Arnos               | Chipre        | x    | 7.37 | 7.61 | 7.61       |                      |
| 25      | B     | Arsen Sargsyan                | Armênia       | 7.60 | x    | 7.59 | 7.60       |                      |
| 26      | A     | Thorsteinn Ingvarsson         | Islândia      | 7.44 | x    | 7.59 | 7.59       |                      |
| 27      | B     | Mihaíl Mertzanídis-Despotéris | Grécia        | x    | x    | 7.58 | 7.58       |                      |
| 28      | A     | Tõnis Sahk                    | Estónia       | 7.46 | 7.41 | 7.34 | 7.46       |                      |
| 29      | B     | Sávvas Diakonikólas           | Grécia        | x    | 7.22 | 7.46 | 7.46       |                      |
| 99 !    | A     | Morten Jensen                 | Dinamarca     | x    | x    | x    | NM         |                      |
| 99 !    | A     | Admir Bregu                   | Albânia       | x    | x    | x    | NM         |                      |
| 99 !    | B     | Nikolay Atanasov              | Bulgária      | x    | x    | -    | NM         |                      |

### Final

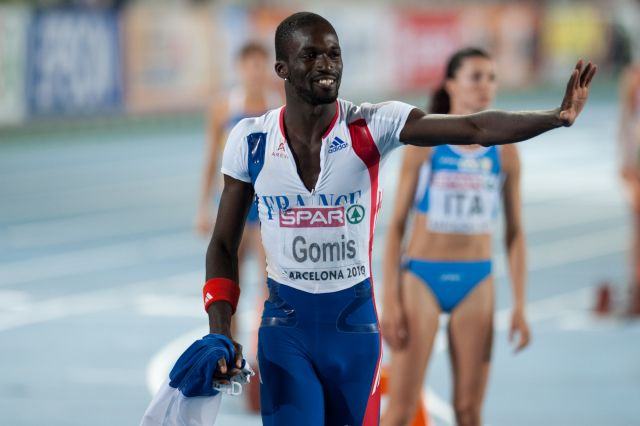
Gomis da França levou a prata - sua primeira grande medalha internacional.

| Posição           | Atleta            | Nacionalidade | #1   | #2   | #3   | #4   | #5   | #6   | Resultados | Notas                |
| ----------------- | ----------------- | ------------- | ---- | ---- | ---- | ---- | ---- | ---- | ---------- | -------------------- |
| Medalha de ouro   | Christian Reif    | Alemanha      | x    | 7.87 | 8.47 | -    | -    | 8.00 | 8.47       | ,                    |
| Medalha de prata  | Kafétien Gomis    | França        | 8.00 | x    | x    | x    | x    | 8.24 | 8.24       | Recorde pessoal      |
| Medalha de bronze | Chris Tomlinson   | Reino Unido   | 8.18 | 7.97 | 8.05 | 8.23 | 8.20 | 7.57 | 8.23       | Recorde da temporada |
| 4                 | Salim Sdiri       | França        | 8.20 | x    | x    | x    | x    | 8.12 | 8.20       |                      |
| 5                 | Andrew Howe       | Itália        | 7.96 | 8.12 | 8.00 | 7.74 | 8.08 | 7.97 | 8.12       |                      |
| 6                 | Louis Tsatoumas   | Grécia        | x    | 8.09 | x    | x    | 7.66 | x    | 8.09       | Recorde da temporada |
| 7                 | Petteri Lax       | Finlândia     | 7.96 | x    | x    | x    | x    | x    | 7.96       |                      |
| 8                 | Eusebio Cáceres   | Espanha       | 7.92 | x    | 7.93 | -    | x    | x    | 7.93       |                      |
| 9                 | Michel Tornéus    | Suécia        | 7.77 | 7.92 | 7.88 |      |      |      | 7.92       |                      |
| 10                | Tommi Evilä       | Finlândia     | 7.56 | 7.62 | 7.91 |      |      |      | 7.91       |                      |
| 11                | Luis Felipe Méliz | Espanha       | x    | 7.90 | 7.90 |      |      |      | 7.90       |                      |
| 12                | Roman Novotný     | Chéquia       | x    | 7.65 | x    |      |      |      | 7.65       |                      |

Legenda
| Recorde mundial       | Recorde mundial (World record)               |                       | Recorde africano                      | Recorde africano (African) |                                           | Q | Classificado por posição (Qualified) |
| Recorde do campeonato | Recorde do campeonato (Championship record)  | Recorde da América    | Recorde da América (Americas)         | q                          | Classificado por melhor tempo (Qualified) |   |                                      |
| Melhor marca do ano   | Melhor marca do ano (World leading)          | Recorde asiático      | Recorde asiático (Asian)              | DNS                        | Não largou (Did not start)                |   |                                      |
| Recorde nacional      | Recorde nacional (National record)           | Recorde europeu       | Recorde europeu (European)            | DNF                        | Não terminou (Did not finish)             |   |                                      |
| Recorde pessoal       | Recorde pessoal do atleta (Personal best)    | Recorde da Oceania    | Recorde da Oceania (Oceania)          | DSQ / DQ                   | Desclassificado (Disqualified)            |   |                                      |
| Recorde da temporada  | Recorde da temporada do atleta (Season best) | Recorde sul-americano | Recorde sul-americano (South America) | NM                         | Sem marca (No mark)                       |   |                                      |